# 貝利烏鄉
46°29′N 21°59′E / 46.483°N 21.983°E
貝利烏鄉（羅馬尼亞語：Comuna Beliu, Arad），是羅馬尼亞的鄉份，位於該國西部，由阿拉德縣負責管轄，面積37平方公里，海拔高度129米，2011年人口3,057，人口密度每平方公里90人。